# Scrapyard Dog
Scrapyard Dog é um jogo eletrônico lançado em 1990 para Atari 7800. Teve sua versão para Atari Lynx.

## Sinopse
A história gira em torno de Louie, um jovem narigudo que vive no ferro-velho. Seu objetivo é resgatar seu cão Scraps, que foi raptado pelo malvado Mr. Big.

## Jogabilidade
Um jogador controla Louie para resgatar seu cão Scraps. Ele terá que enfrentar os homens de Mr. Big para prosseguir desde o ferro velho até o esconderijo do vilão. Para chegar a esse esconderijo, o herói terá que passar pela cidade, floresta, deserto, áreas congeladas, montanhas até chegar o seu objetivo de salvar seu amigo. 
 Louie corre, pula e utiliza ítens que encontrar ou comprar. Ele terá que atender o telefone em cada final de fase até o tempo acabar. Se o tempo acabar, coisas terríveis acontece com scraps e o jogo acaba.

## Ligações Externas
- Versão Atari Lynx no Atari Times (em inglês)